# Эль-Базурия
Эль-Базурия (араб. البازورية‎) — деревня в Ливане, на территории мухафазы Южный Ливан. Входит в состав района Сур. Является центром одноимённого муниципалитета.

## География
Деревня находится в юго-западной части Ливана, к югу от сезонно пересыхающей реки Садиет-эль-Хадах, на расстоянии приблизительно 4 километров к востоку-юго-востоку (ESE) от города Сур, административного центра района. Абсолютная высота — 252 метра над уровнем моря.

## Климат
Климат характеризуется как средиземноморский, с жарким летом (Csa  в классификации климатов Кёппена). Среднегодовая температура воздуха составляет 19,8 °C. Средняя температура самого холодного месяца (февраля) составляет 13,1 °С, самого жаркого месяца (августа) — 26,5 °С. Расчётная многолетняя норма осадков — 737 мм. Наибольшее количество осадков выпадает в период с октября по апрель.

## Транспорт
Ближайший аэропорт расположен в израильском городе Кирьят-Шмона.